# Ротенберґ, Бено

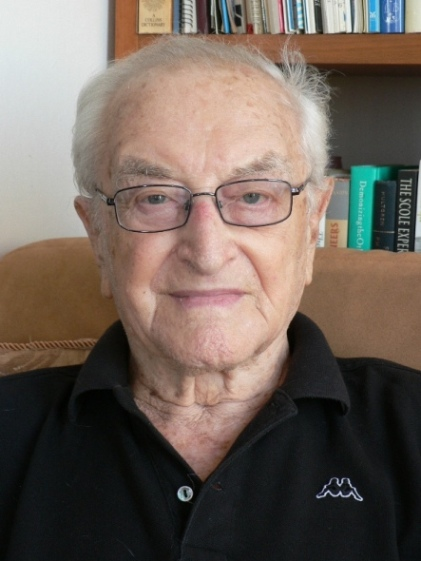
Ротенберґ, Бено, 2010

Ротенберґ, Бено (нім. Rothenberg, Beno; 23.10.1914, м. Франкфурт, фед. земля Гессен, Німеччина — 13.03.2012, м. Рамат-Ган, Ізраїль) — археолог і фотограф, засновник Лондонського інституту археометалургії, дослідник
і першовідкривач багатьох артефактів давнього гірництва, зокрема давніх рудників Ріо-Тінто (Іспанія) та Тімна (Ізраїль), Німеччина — Велика Британія — Ізраїль.